# 白曚天

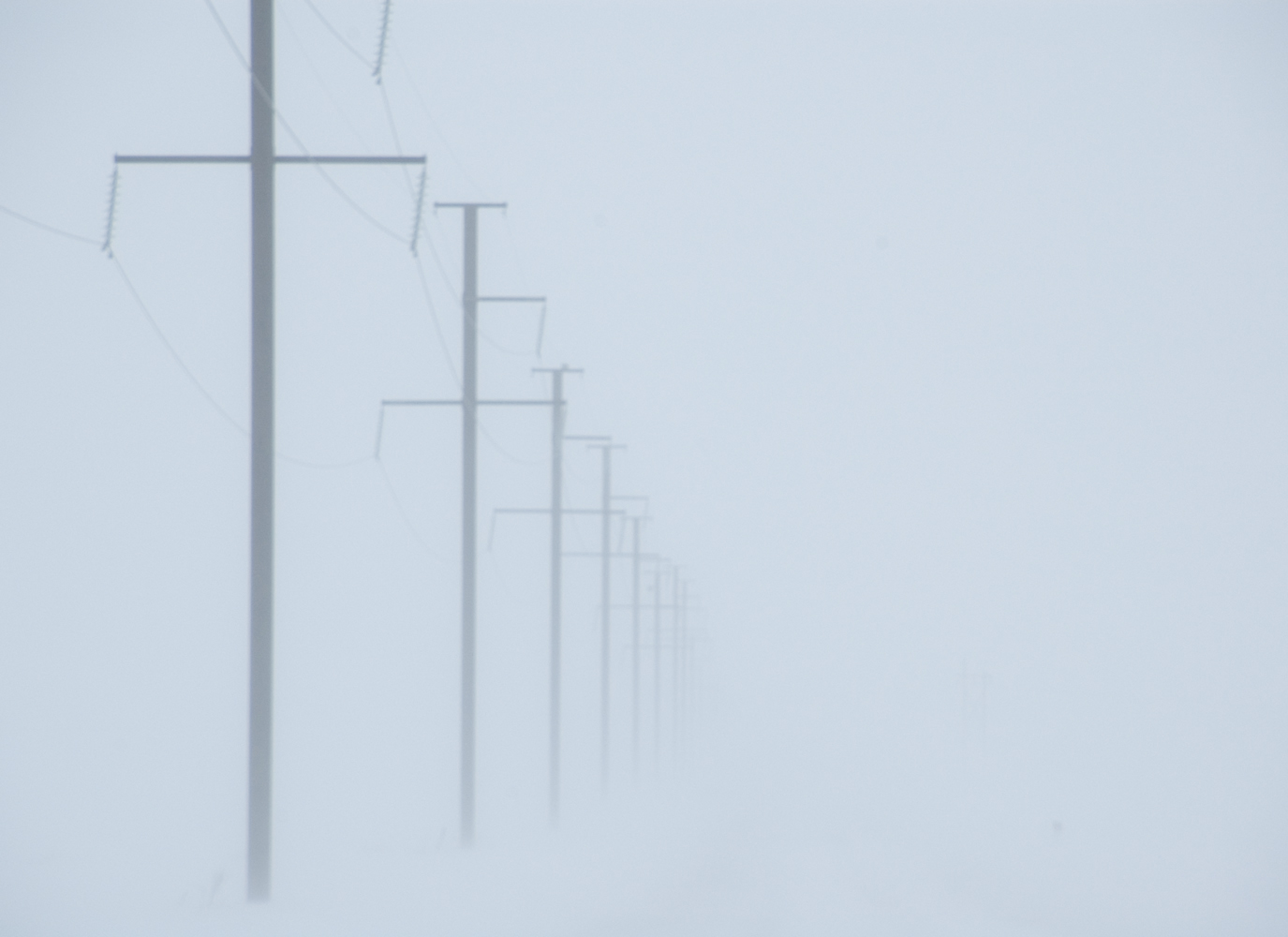
薩斯喀徹溫省的白曚天

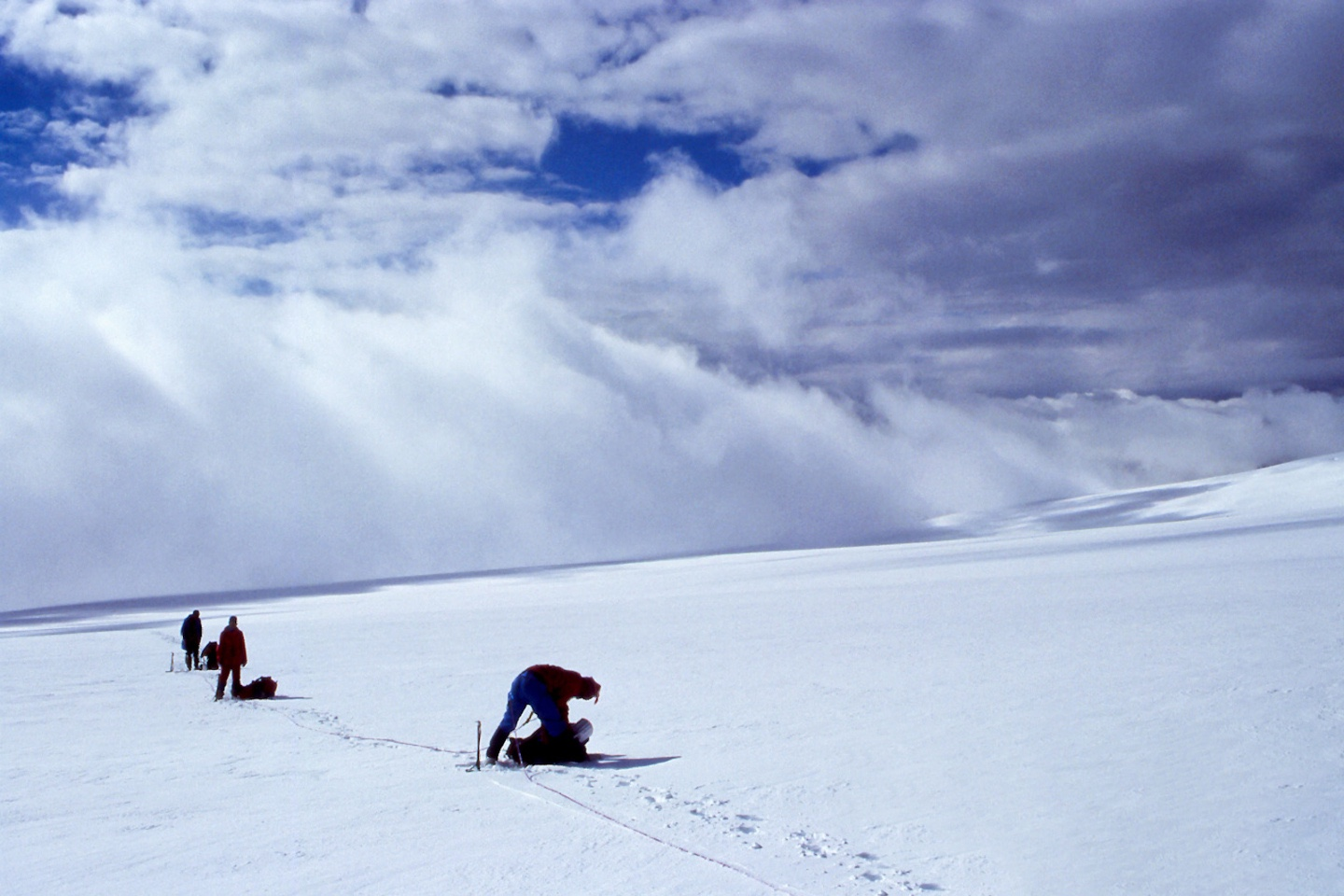
攝於加拿大的萊爾山冰原，持續4小時的較大範圍靜態白曚天

白曚天（英語：Whiteout，white-out，milky weather）是一種天氣現象，指在積雪覆蓋的區域內，地形和地標幾乎難以分辨。這種現象也可能出現在能見度和地形輪廓因沙塵而大幅減少的情況下。當白曚天發生時，地平線消失，天空和地面看起來都沒有特徵，留不下任何視覺參考點來導航。由於光線從所有可能的方向均勻地到達，因此沒有影子。
白曚天可以由極重的降雪、覆蓋的雲層、霧氣或是積雪背景等因素引起。在真正的白曚天中旅行的人有很大的迷失方向和迷路的風險，即使是在熟悉的環境中也是如此。駕駛員通常不得不停車，因為無法看到道路。

## 白曚天的類型
白曚天有三種不同的形式：
- 暴風雪條件：地面上的雪受到風的吹拂，能見度接近零。
- 降雪條件：大雪量可能遮蔽物體，使能見度接近零，例如湖效應雪或山效應雪。
- 地面厚霧：在積雪覆蓋的環境中，特別是無特徵的開放區域，存在地面厚霧。

## 白曚天的變異
白曚天不應與平光混淆。白曚天是陽光的減少和散射。其原理是陽光被冰晶、風吹雪、低雲中的水滴或局部霧氣等阻擋、減少和散射，剩餘的散射光融合在一起。這會顯著減少或完全阻擋視覺參考點，導致無法相對於周圍環境定位。

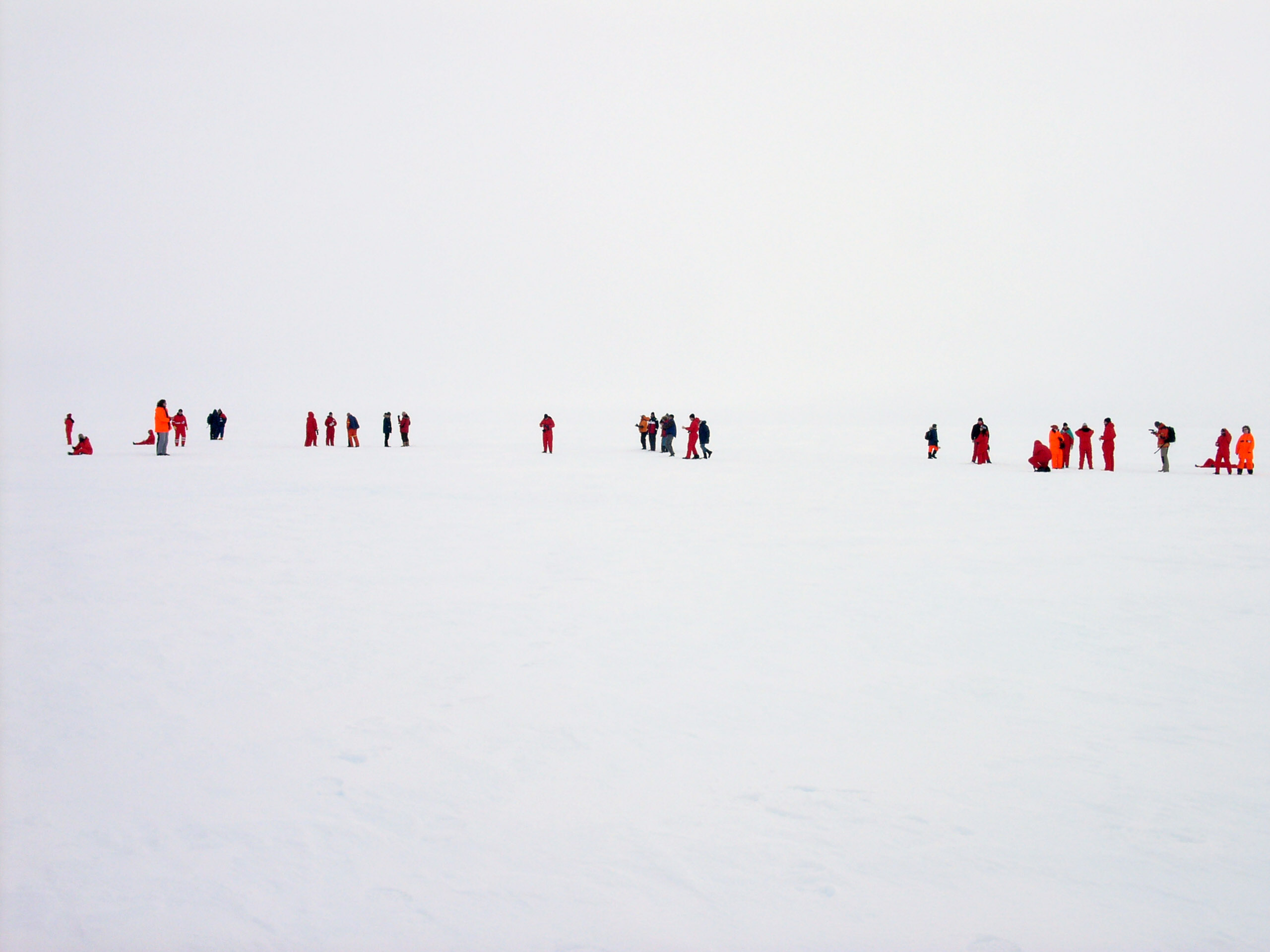
攝於南極洲埃克斯特倫冰架的平光天氣

而平光是陽光的漫射。其原理是陽光被大氣粒子和地面的積雪散射和漫射，光線從多個方向到達，重疊的陰影相互抵消，使區域變暗，失去色調和對比度，難以辨別形狀和邊緣細節。

## 危險
白曚天對登山者、滑雪者、航空和地面交通構成威脅。許多重大多車相撞事故與白曚天有關。在機場和直升機停機坪附近，飛機運營也可能會造成局部的短時間白曚天，這會對飛機和地面上的旁觀者構成危險。

## 另見
- 紐西蘭航空901號班機空難──1979年在南極洲埃里伯斯山發生的空難，部分原因是白曚天所致。
- 黑冰
- 雪飑